# Семлікі
Семлікі — ріка довжиною 230 км на території Демократичної Республіки Конго (ДРК) і Уганди в Центральній та Східній Африці. Семлікі витікає біля Ішанго з озера Едвард в ДРК, тече на північ уздовж західних схилів гірського хребту Рувензорі, протікає вздовж кордону з Угандою, впадає в озеро Альберт, будучи одним з витоків річки Білий Ніл. Нижня течія річки є частиною кордону між Конго і Угандою.